# 枪乌贼巨大轴突
枪乌贼巨大轴突（Squid giant axon）是非常大（直径达1.5毫米；通常在0.5毫米左右）的轴突，是枪乌贼喷射推进控制系统的一部分。它由L. W. Williams 于1909年首次描述， 。但直到20世纪30年代，英国动物学家和神经生理学家约翰·扎卡里·杨 证实轴突的功能在工作之前，这一发现都被遗忘了，彼时杨在位于那不勒斯的安东·督宏动物研究站，位于普利茅斯的英国海洋生物协会和位于伍兹霍尔的海洋生物实验室工作。 枪乌贼主要使用该系统在水中进行简约但非常快速的运动。 
在枪乌贼的触手之间有一个虹管，枪乌贼体壁肌肉快速收缩使水可以迅速通过虹管排出。这种收缩是由巨轴突中的动作电位引发的。动作电位在较大的轴突中的传播比在较小的轴突中更快， 而枪乌贼已经进化出巨大轴突以提高其逃逸反应的速度 。由于电阻与物体的横截面积成反比，枪乌贼轴突的直径增大使轴突的内部电阻减小。空间常数 （ {\displaystyle \lambda ={\sqrt {r_{m}/r_{i}}}} ）由此增加，进而导致了更快的局部去极化和更快的动作电位（ {\displaystyle E=E_{o}e^{-x/\lambda }} ）。 
艾伦·霍奇金和安德鲁·赫胥黎因为揭开了动作电位的离子流机制赢得了诺贝尔奖。在这一工作中，他们以皮氏枪乌贼作为模式生物，用枪乌贼巨大轴突进行了实验。该奖项与约翰·埃克尔斯分享。轴突的宽直径为霍奇金和赫胥黎提供了巨大的实验便利，他们由此得以将电压钳的电极插入轴突的内腔。 
虽然枪乌贼轴突的直径很宽，但它没有髓鞘 ，这大大降低了传导速度。0.5毫米粗的枪乌贼轴突传导速度通常为25m/s。在墨鱼目墨鱼属动物巨大轴突的典型动作电位中，钠离子的流入量为3.7 pmol/cm 2 （皮摩尔每平方厘米 ），随后被流出量为4.3 pmol/cm 2 的钾离子抵消。 